# ماريا بيسيرا
ماريا دي لوس أنجليس بيسيرا المعروفة باسمها الفني ماريا بيسيرا (بالإسبانية: María Becerra) (من مواليد 12 فبراير 2000) هي مغنية أرجنتينية و ممثلة و يوتيوبر سابقة. وقد عرفت بلقب «الصوت الرائد في حركة البوب الحضرية في الأرجنتين». حصلت بيسيرا على ثمانية ترشيحات لجوائز غرامي اللاتينية ، بما في ذلك فئة أفضل فنان جديد/فنانة جديدة.